# Al-Mawazin
Al-Mawāzin (arabe : الموازين, « les balances ») ou al-Bā'ika (arabe : البائكة « l'arcature ») est le nom donné aux huit arcatures situées au sommet de chaque escalier menant du niveau du Haram al-Sharif à celui du dôme du Rocher.

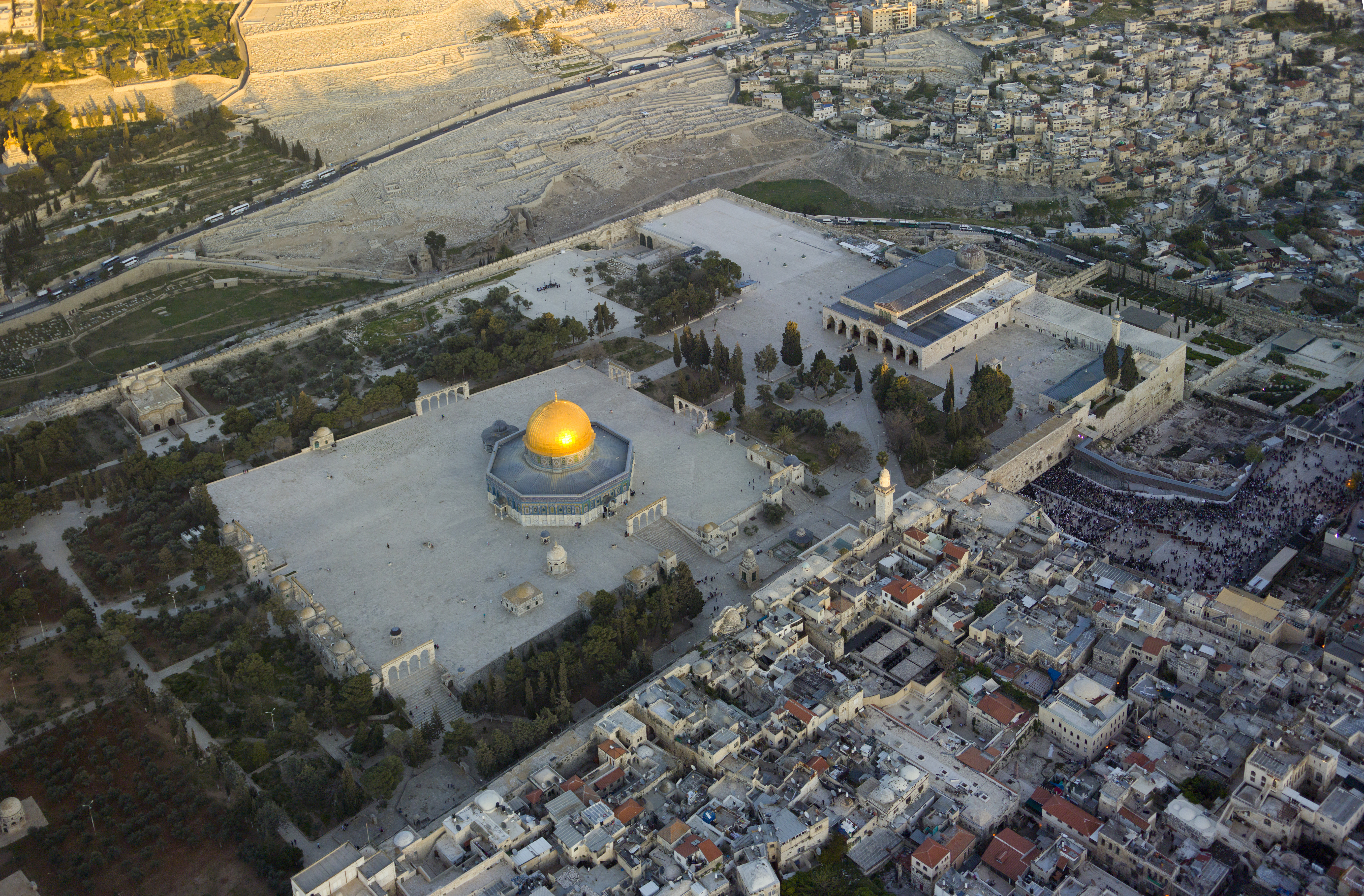
Vue de l'Esplanade des mosquées et des huit Mawâzin qui entourent le dôme du Rocher. L'arcature à cinq arcs se trouve à l'est.

## Dates de construction
À l'exception des arcatures portant des inscriptions qui attestent qu'elles remontent à la période mamelouk, les autres sont probablement antérieurs aux Croisades, mais leur datation est délicate. Cependant, il est très probable que certaines Mawâzim remontent à la période de la construction du Dôme du Rocher et qu'elles aient été partie intégrante de son plan initial de construction. On pense en particulier que les quatre arcatures qui font face aux quatre entrées ont été bâties en même temps que le dôme.

## Architecture et emplacement
Chacune des huit portes est constituée par une série d'arcs brisés (entre trois et cinq) reposant sur des colonnes antiques (en général doriques) encadrées de part et d'autre par un pilier. Cette structure générale s'inspire des méthodes de construction des arcs de triomphe.
Les arcatures sont réparties de la façon suivante: deux au sud et deux au nord, trois à l'ouest, et une à l'est. Celle à l'est est la plus grande, avec cinq arcs. Quatre d'entre elles sont situées grosso modo aux points cardinaux, en face des quatre entrées du dôme et coïncident avec les axes du plan de construction global du Haram al-Sharif,.
L'ensemble est réparti de la manière suivante: côté est, une arcature; côté sud, deux; côté ouest, trois; côté nord, trois.

## Fonction
Ces arcatures constituent des espèces des portes qui marquent la fin des volées de marches par lesquelles on accède au Dôme, celui-ci étant sur une terrasse à environ quatre mètres au-dessus des cours du Haram al-Sharif. Il se pourrait aussi qu'elles servent d'une part à éviter que la beauté du dôme du Rocher n'apparaisse directement au visiteur, d'autre part à assurer une transition entre la ville et l'espae lieu sacré.
Selon Nazmi al-Jubeh, professeur à l'Université de Berzeit, l'analogie avec les arcs de triomphe permettrait de relier les Mawâzin à l'une des significations du Dôme du Rocher, qui représente les conquêtes et la victoire de l'Islam.
Une tradition veut que c'est aux Mawazins que seront suspendues les balances qui pèseront les âmes des mortels au jour du Jugement dernier.

## Galerie

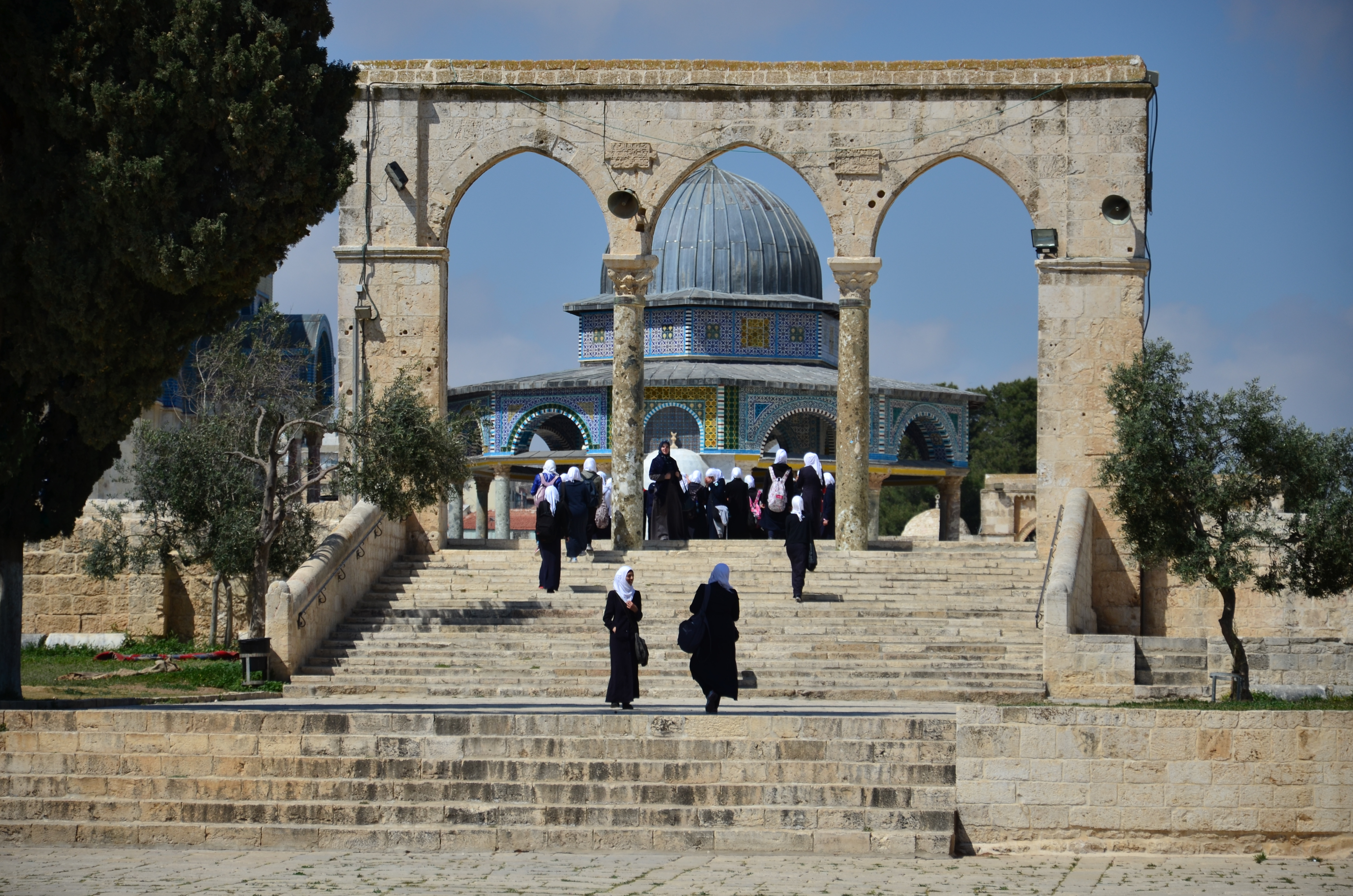
La porte sud-est et le dôme de la Chaîne. À gauche de l'image, on aperçoit l'entrée est du dôme du Rocher.
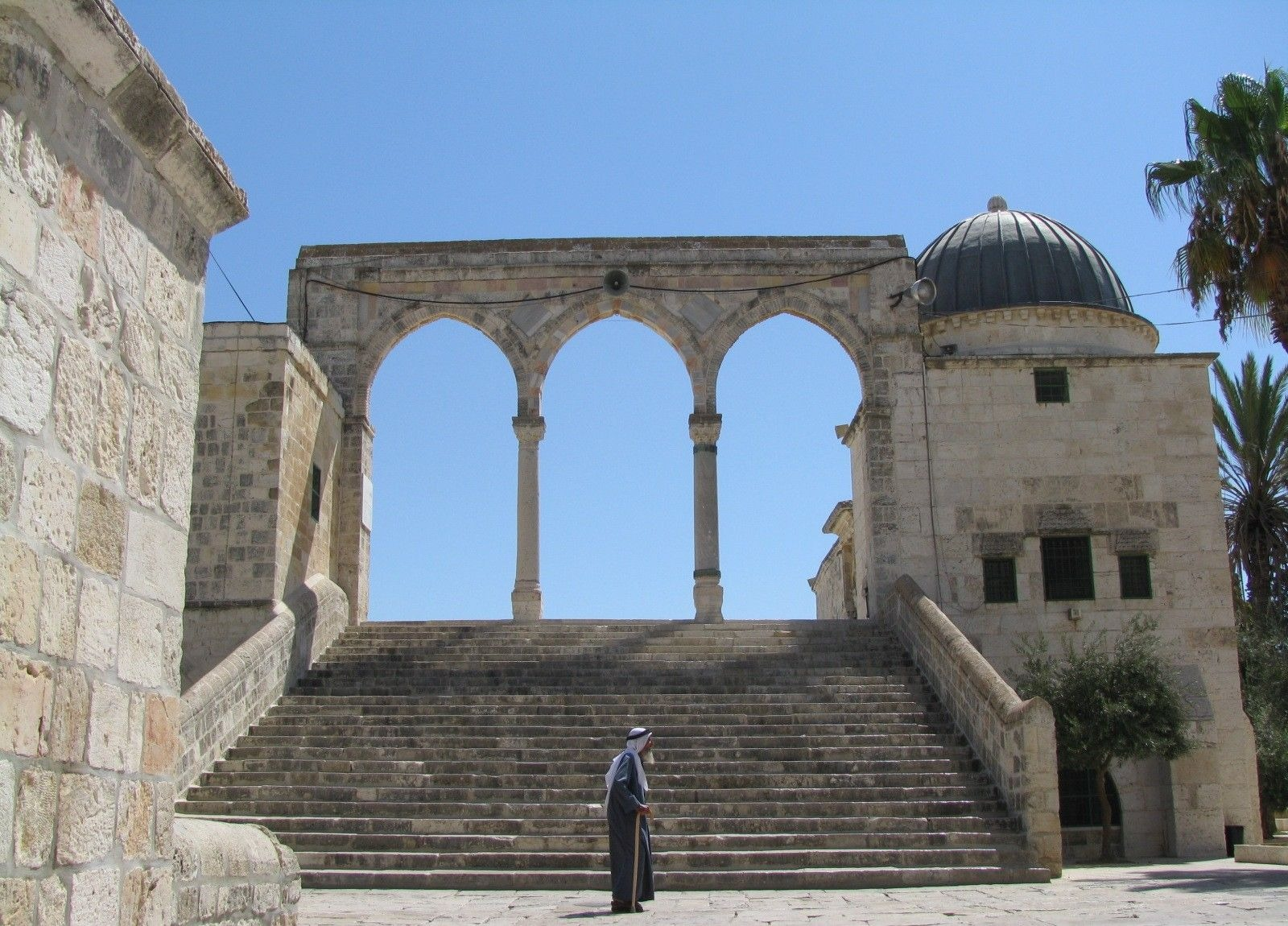
Porte sud-ouest.
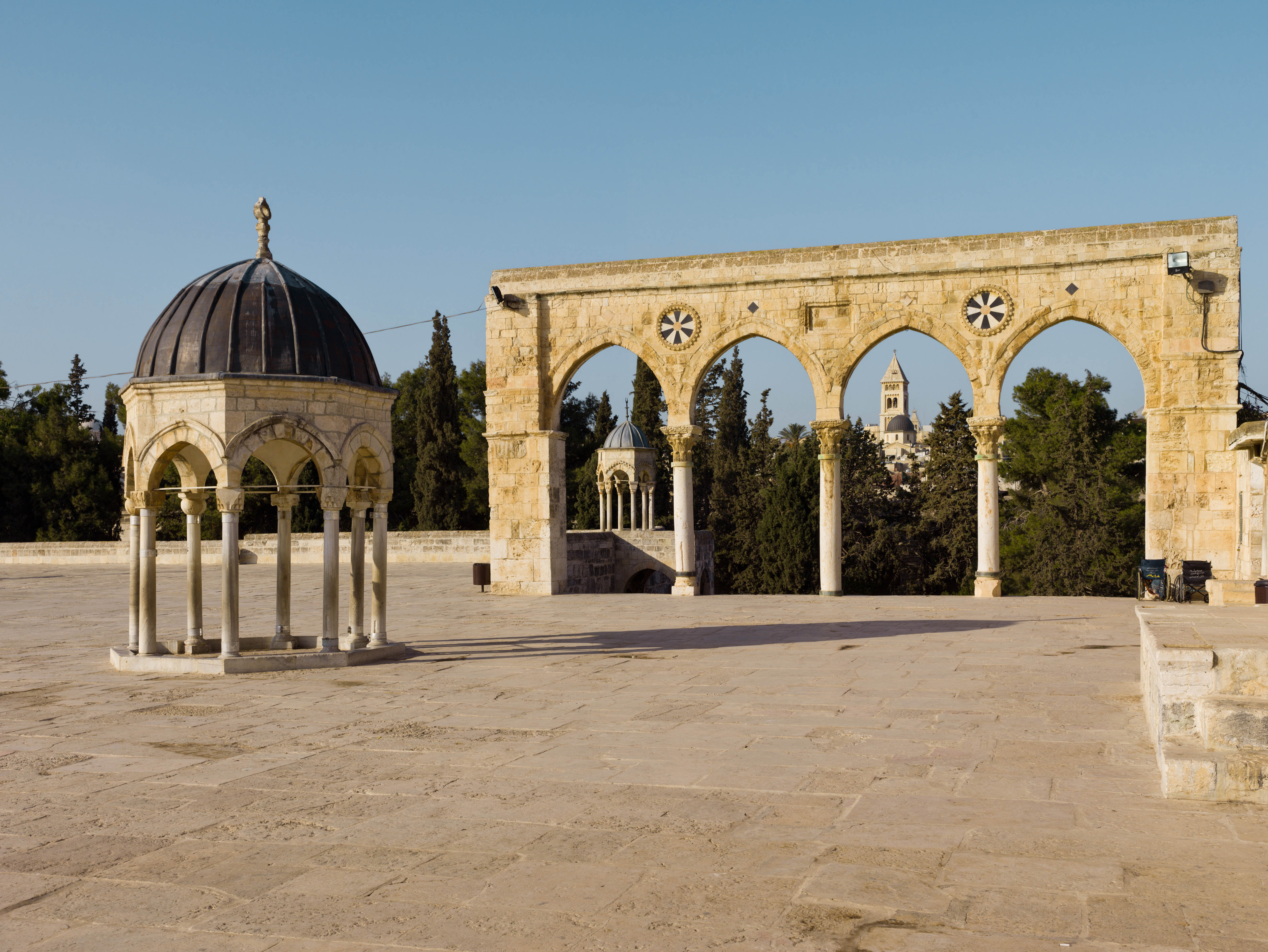
Porte nord-ouest, à gauche le Dôme des esprits.
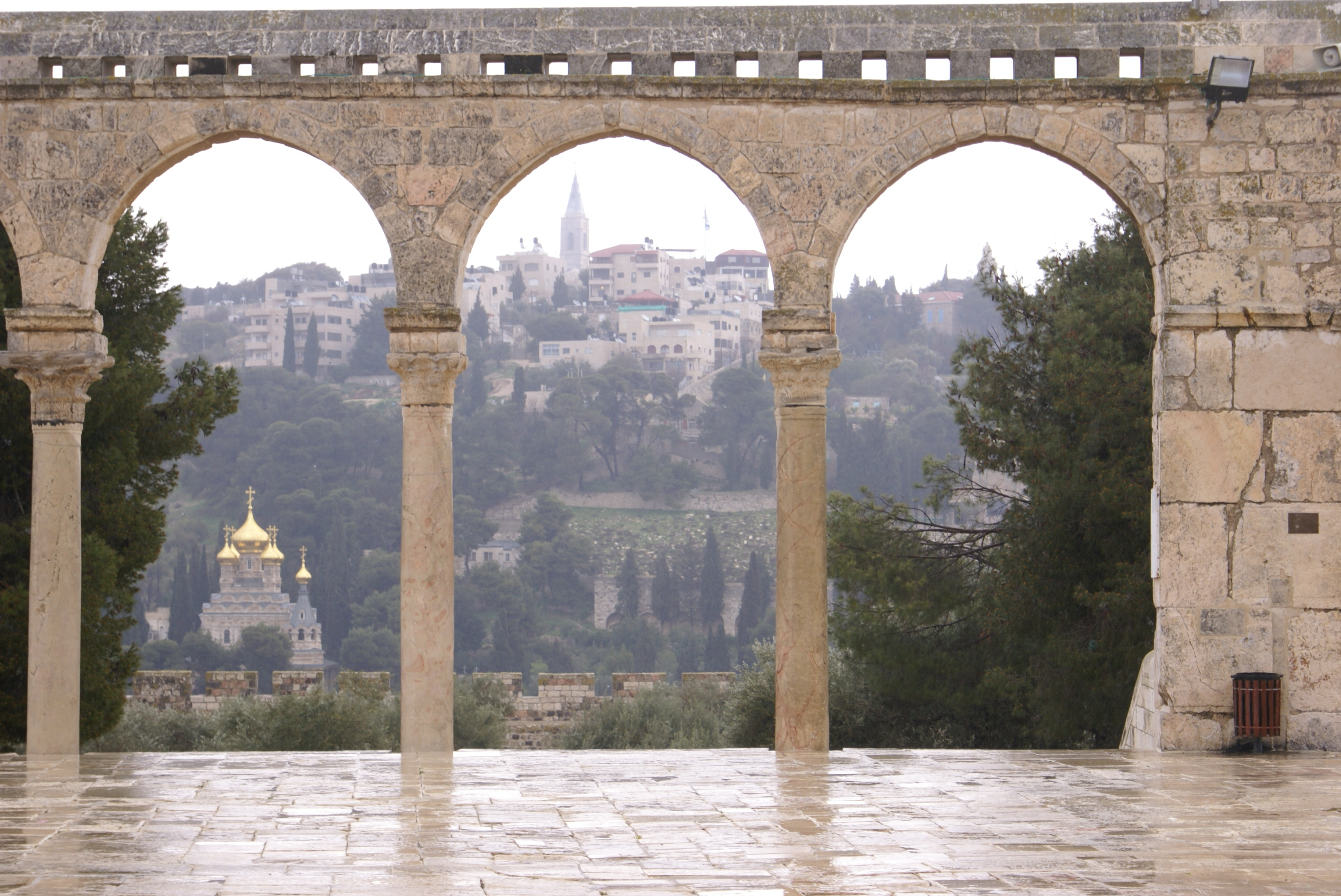
Porte est avec, au deuxième plan, l'Église Sainte-Marie-Madeleine et ses coupoles dorées en forme de bulbe.
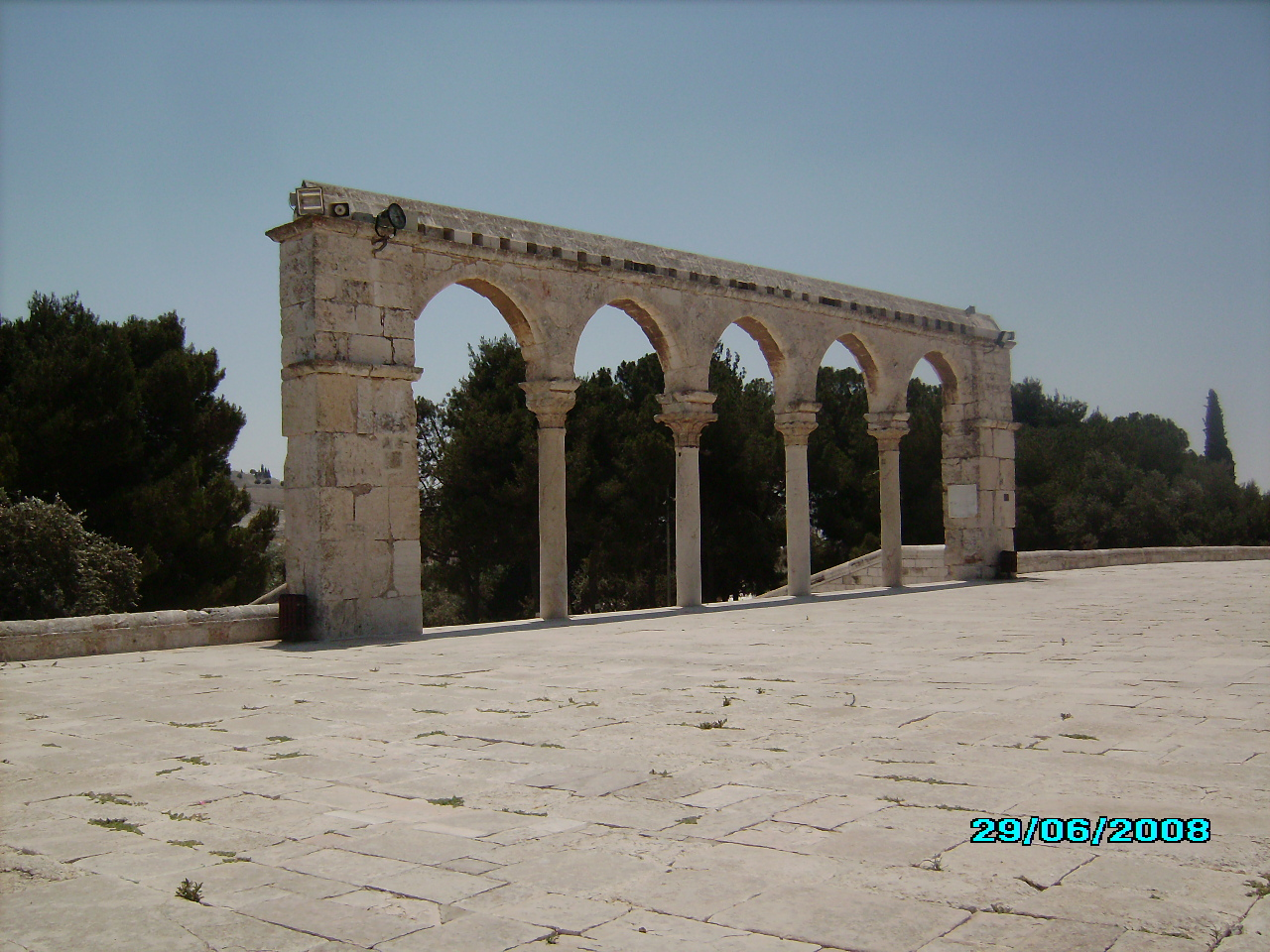
La porte est avec ses cinq arcs.